# Chemin de fer de Bergues à Bollezeele
La ligne de Bergues à Bollezeele est une ancienne ligne de chemin de fer secondaire du Réseau du Nord de la Société générale des chemins de fer économiques (SE) qui reliait Bergues à Bollezeele.

## Histoire
La ligne est mise en service le 3 août 1914 entre la gare de Bergues et celle de Bollezeele.